# أهيتوف
أهيتوف هي موشاف تقع في وسط إسرائيل أُقيمت على أراضي المنشية بالقرب من مدينة الخضيرة، تأسست في عام 1951 من قبل مهاجرين يهود قادمين من العراق وإيران.